# معرض ميونخ الدولي

شعار معرض ميونخ الدولي

معرض ميونخ الدولي (بالألمانية: Messe München)‏ تتجلى البرامج الأساسية للمعرض في تقديم البضائع الاستثمارية والتكنولوجيات الجديدة والمنتجات الاستهلاكيّة ذات المستوى العالي. يحج الزائرون سنوياً إلى أزيد من 40 معرض متخصص يقام لعرض المستجدات وكل ما لا يخطر على البال وذلك ليس فقط على الصعيد الوطني فحسب بل على أصعدة مختلفة حيث تُنظم معارض خاصة في آسيا والشرق الأوسط وجنوب أمريكا.

## الروابط الخارجية
- الموقع الرسمي للمعرض